# Walter D. Mignolo
Walter D. Mignolo (* 1. Mai 1941 in Argentinien) ist ein argentinischer Literaturwissenschaftler und US-amerikanischer Hochschullehrer.
Die akademische Laufbahn begann mit einer Dozententätigkeit von 1964 bis 1966 an der Nationalen Universität Córdoba in Argentinien. Im Jahr 1968 war er am Zentrum für interdisziplinäre Studien in dieser Stadt tätig. Neben seinem Aufenthalt in Frankreich von 1973 bis 1974 an der Université de Toulouse mit einer Dozentur in der Fakultät für iberische und lateinamerikanische Studien, hatte er zeitgleich eine Gastprofessur bei der Indiana University für die Sprachen Spanisch und Portugiesisch. Von 1975 bis 1982 war er an der University of Michigan Lehrbeauftragter (Assistant Professor), von 1982 bis 1987 außerordentlicher Professor und von 1987 bis 1992 Professor für Romanische Sprachen und Vergleichende Literaturwissenschaft.
Von 1994 bis 1999 war Mignolo Professor und Lehrstuhlinhaber für Romanistik an der Duke University, seit 2000 übt er an derselben Universität die Funktion des Direktors am Center for Global Studies and the Humanities (John Hope Franklin Institute for Interdisciplinary Studies) aus. Zudem hat er seit 1998 eine Forschungsprofessur für Romanistik und Kulturanthropologie („William H. Wannamaker Professor of Literature, Cultural Anthropology and Romance Studies“) am Trinity College of Arts and Sciences dieser Universität.
Ferner ist Mignolo freier wissenschaftlicher Mitarbeiter am Center for Indian Studies in South Africa (CISA) der Witwatersrand-Universität in Johannesburg sowie Berater für die Wiener Niederlassung des Dialogue of Civilizations Research Institute.
Er ist bekannt für seine Kritik an der eurozentristischen Geschichtsschreibung und veröffentlichte darüber u. a. die Trilogie The Darker Side of the Renaissance. Literacy, Territoriality & Colonization (1995), Local Histories/Global Designs. Coloniality, Subaltern Knowledge, and Border Thinking (2000) und The Darker Side of Western Modernity (2011). Neben Enrique Dussel, Edgardo Lander, Aníbal Quijano und weiteren Wissenschaftlern zählt Mignolo zur lateinamerikanischen Forschungsgruppe Modernidad/Colonialidad (M/C).

## Weitere Schriften
- The Idea of Latin America. Wiley-Blackwell, Oxford 2005, ISBN 978-1-4051-0086-1.
- Desobediencia epistémica. Retórica de la modernidad, lógica de la colonialidad y gramática de la descolonialidad. Ediciones del Signo, Buenos Aires 2010, ISBN 9789871074808[5]

Walter D. Mignolo: Epistemischer Ungehorsam: Rhetorik der Moderne, Logik der Kolonialität und Grammatik der Dekolonialität. Turia + Kant Verlag, Wien/Berlin 2019 (dt. Übers.: Jens Kastner, Tom Waibel), ISBN 978-3-85132-943-8
- Caroline Levander, Walter Mignolo: The global south and world dis/order. Indiana University Press, Bloomington (IND) 2011 (Reihe: The global south, Vol. 5, No. 1, Sonderausgabe) ISSN 1932-8648.[7]
- Madina Vladimirovna Tlostanova, Walter D. Mignolo: Learning to Unlearn. Decolonial Reflections from Eurasia and the Americas. Ohio State University Press, Columbus (OH) 2012, ISBN 0-8142-7053-0.[8]
- Walter D. Mignolo, Arturo Escobar: Globalization and the Decolonial Option. Taylor and Francis, London 2013, ISBN 9780415549714 (Druckversion).[9]